# 克萊門茨島
65°56′S 66°0′W / 65.933°S 66.000°W
克萊門茨島（Clements Island），是南極洲的島嶼，處於拉博島以南，長2公里，屬於比斯科群島的一部分，由讓-巴蒂斯特·夏古率領的法國探險隊命名，現時由南極條約體系管理。